# François Louis Paul Gervais
Aquest autor és citat en taxonomia animal amb el nom «Gervais».
François Louis Paul Gervais (26 de setembre del 1816 - 10 de febrer del 1879) fou un paleontòleg i entomòleg francès.
Gervais nasqué a París, on obtingué els diplomes de doctor de ciència i de medicina, i el 1835 començà la seva investigació paleontològica com a ajudant al laboratori d'anatomia comparada al Museu Nacional d'Història Natural. El 1841 obtingué la càtedra de zoologia i d'anatomia comparada a la Facultat de Ciències de Montpeller, de la qual fou elegit degà el 1856. Entre el 1848 i el 1852 publicà la seva important obra Zoologie et paléontologie françaises, que suplementaven les publicacions paleontològiques de Georges Cuvier i Henri Marie Ducrotay de Blainville; se'n publicà una segona edició, molt millorada, el 1859. El 1856 acceptà la càtedra de zoologia a la Sorbona, vacant després de la mort de Louis Pierre Gratiolet; deixà aquest lloc el 1868 per acceptar la direcció de la secció d'anatomia comparada al Muséum national d'histoire naturelle, les col·leccions anatòmiques de la qual foren molt enriquides pels seus esforços.

## Obres
- Histoire naturelle des insectes (4 vols., 1836-1847) amb Charles Athanase Walckenaer
- Zoologie et paléontologie françaises (1848-1852)
- Histoire naturelle des Mammifères (1853)
- Zoologie médicale (1859), amb Pierre-Joseph van Beneden
- Recherches sur l'ancienneté de l'homme et la période quaternaire (1867)
- Zoologie et Paléontologie générales (1867)
- Ostéographie des cétacés vivants et fossiles (1869), amb Pierre-Joseph van Beneden